# 地方拠点都市地域の整備及び産業業務施設の再配置の促進に関する法律
地方拠点都市地域の整備及び産業業務施設の再配置の促進に関する法律（ちほうきょてんとしちいきのせいびおよびさんぎょうぎょうむしせつのさいはいちのそくしんにかんするほうりつ、平成4年6月5日法律第76号）は、地域における創意工夫を生かしつつ、広域の見地から、"地方拠点都市地域"について都市機能の増進および居住環境の向上を推進するための措置等を講ずることによるその一体的な整備の促進を図るとともに、過度に産業業務施設が集積している地域から地方拠点都市地域への産業業務施設の移転を促進するための措置等を講ずることによる産業業務施設の再配置の促進を図り、もって地方の自立的成長の促進および国土の均衡ある発展に資することに関する法律である。

## 構成
- 第一章　総則（第1条―第3条）
- 第二章　地方拠点都市地域の整備の促進（第4条―第18条）
- 第三章　都市計画法の特例等
  - 第一節　拠点業務市街地整備土地区画整理促進区域（第19条―第23条）
  - 第二節　拠点整備土地区画整理事業（第24条―第29条）
  - 第三節　国及び地方公共団体の責務（第30条）
  - 第四節　開発許可等の特例（第31条）
  - 第五節　経過措置（第32条）
- 第四章　産業業務施設の移転の促進等（第33条―第39条）
- 第五章　卸売市場法等の特例（第40条―第47条）
- 第六章　雑則（第48条・第49条）
- 第七章　罰則（第50条―第52条）
- 附則